# ماسک حنجره

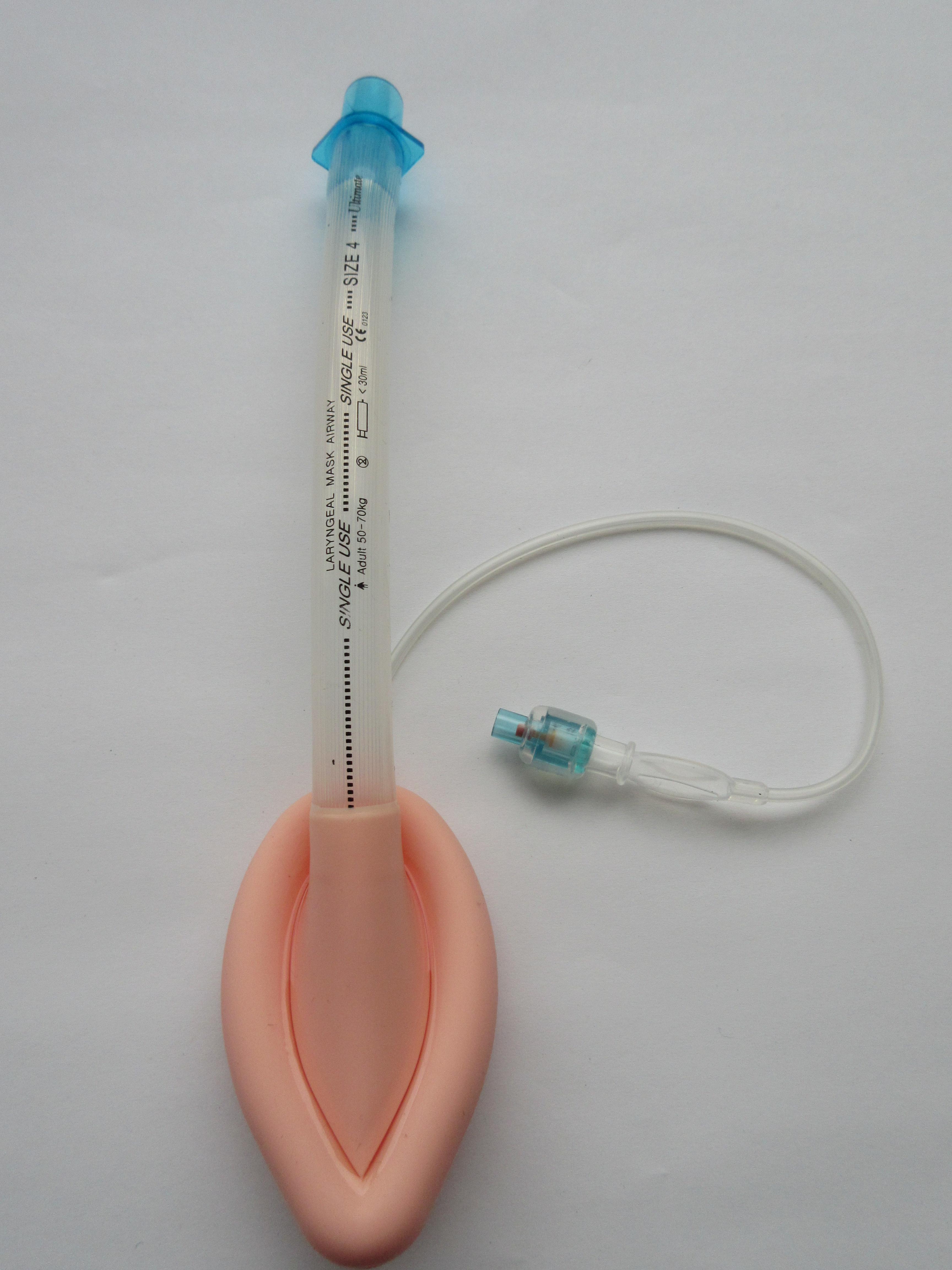
ماسک حنجره

ماسک حنجره یا ماسک لارنژیال یک وسیله پزشکی است که راه هوایی بیمار را در طی فرایند بیهوشی یا زمانی که بیمار هوشیاری ندارد حفظ می‌کند. این وسیله در گروه وسایل بالای اپیگلوت قرار می‌گیرد. لارنژیال ماسک از یک لوله که به یک ماسک بیضوی شکل که قابلیت باد شدن دارد تشکیل شده‌است. این وسیله از طریق دهان در حلق بیمار قرار داده می‌شود و زمانی که ماسک به وسیله هوا باد می‌شود شکل حلق را به خود می‌گیرد و در نهایت راه هوایی امنی برای بیمار ایجاد می‌کند.

معمولاً متخصصین بیهوشی از این وسیله برای ایجاد راهی امن برای رساندن اکسیژن یا گاز بیهوشی به شش بیمار برای انجام عمل جراحی قبل از بیمارستان استفاده می‌کنند.

این وسیله توسط یک متخصص بیهوشی اهل بریتانیا (به انگلیسی: Archie Brain) در سال ۱۹۸۰ ابداع شد. در دسامبر سال ۱۹۸۷ اولین استفاده تجاری از ماسک لارنژیال در انگلستان صورت گرفت. در حال حاضر در تمام دنیا از این وسیله به شکل گسترده‌ای استفاده می‌شود.

## توضیحات
ماسک حنجره دارای یک لوله به عنوان راه هوایی است که به یک ماسک بیضوی کافدار متصل است. این کاف به دو شکل وجود دارد، نوعی از آن به وسیله هوا باد می‌شود (به وسیله سرنگ هوا) و نوعی دیگر به شکل خودکار شکل حلق را به خود می‌گیرد و نیازی به باد کردن ندارد. زمانی که ماسک لارنژیال را به شکل درست جاگذاری و کاف آن را پر از هوا کنیم، ماسک لارنژیال به شکل درست در فضای حلق قرار گرفته و راه هوایی آن در مقابل تارهای صوتی قرار می‌گیرد. همچنین نوک این وسیله در قسمت بالای مری قرار گرفته و راه مری را می‌بندد.

## اثربخشی
در بیمارانی که به دلیل شرایط بیمار امکان لوله‌گذاری تراشه (لوله‌گذاری نایی) وجود ندارد استفاده از این وسیله می‌تواند کارامد باشد. به این منظور تحقیقی در دانشگاه علوم پزشکی گیلان انجام شد، بدین منظور بر روی ۲۵ بیمار کاندید لوله‌گذاری نایی در بخش تروما مطالعه و بررسی انجام شد. نمونه‌ها از بین ۱۰۵ بیمار کاندید لوله گذاری تراشه انتخاب شدند که لوله گذاری تراشه به طریق حنجره‌بینی (لارنژوسکوپی) مستقیم در بار دوم با شکست مواجه شده بود. در تمام موارد پس از اینکه لوله‌گذاری تراشه با شکست مواجه شد لارنژیال ماسک با سایز ۴ برای بیمار بدون استفاده از داروی شل‌کننده عضلانی قرار داده شد. در نهایت در ۲۴ مورد تهویه به بهترین نحو انجام شد (۹۶ درصد) و در یک مورد به حضور متخصص بیهوشی نیاز شد.